# Neena Varakil
Neena Varakil (* 2. Mai 1991 in Perambra, Kerala) ist eine indische Weitspringerin.

## Sportliche Laufbahn
Erste Erfahrungen bei internationalen Wettbewerben sammelte Neena Varakil bei den Asienmeisterschaften 2013 im heimischen Pune, bei denen sie mit 5,75 m den zehnten Platz belegte. 2014 gewann sie bei den Jogos da Lusofonia in Goa mit 5,66 m die Silbermedaille hinter der Portugiesin Evelise Veiga. 2017 nahm sie erneut an den Asienmeisterschaften in Bhubaneswar teil und gewann dort mit 6,54 m die Silbermedaille hinter der weitengleichen Vietnamesin Bùi Thị Thu Thảo. Anfang September gewann sie bei den Asian Indoor & Martial Arts Games in Aşgabat die Bronzemedaille. 2018 nahm sie an den Hallenasienmeisterschaften in Teheran teil und gewann dort mit neuer Hallenbestleistung von 6,06 m die Bronzemedaille im Weitsprung. Anfang April nahm sie erstmals an den Commonwealth Games im australischen Gold Coast teil und belegte dort mit 6,19 m im Finale den zehnten Platz. Ende August gewann sie bei den Asienspielen in Jakarta mit 6,51 m die Silbermedaille, erneut hinter der Vietnamesin Thảo.
2014, 2016 und 2017 wurde Varakil indische Meisterin im Weitsprung.

## Persönliche Bestleistungen
- Weitsprung: 6,66 m (+0,7 m/s), 11. Juli 2016 in Bangalore
  - Weitsprung (Halle): 6,06 m, 3. Februar 2018 in Teheran
- Dreisprung: 13,04 m, 7. Juni 2014 in Lucknow